# Villarreal

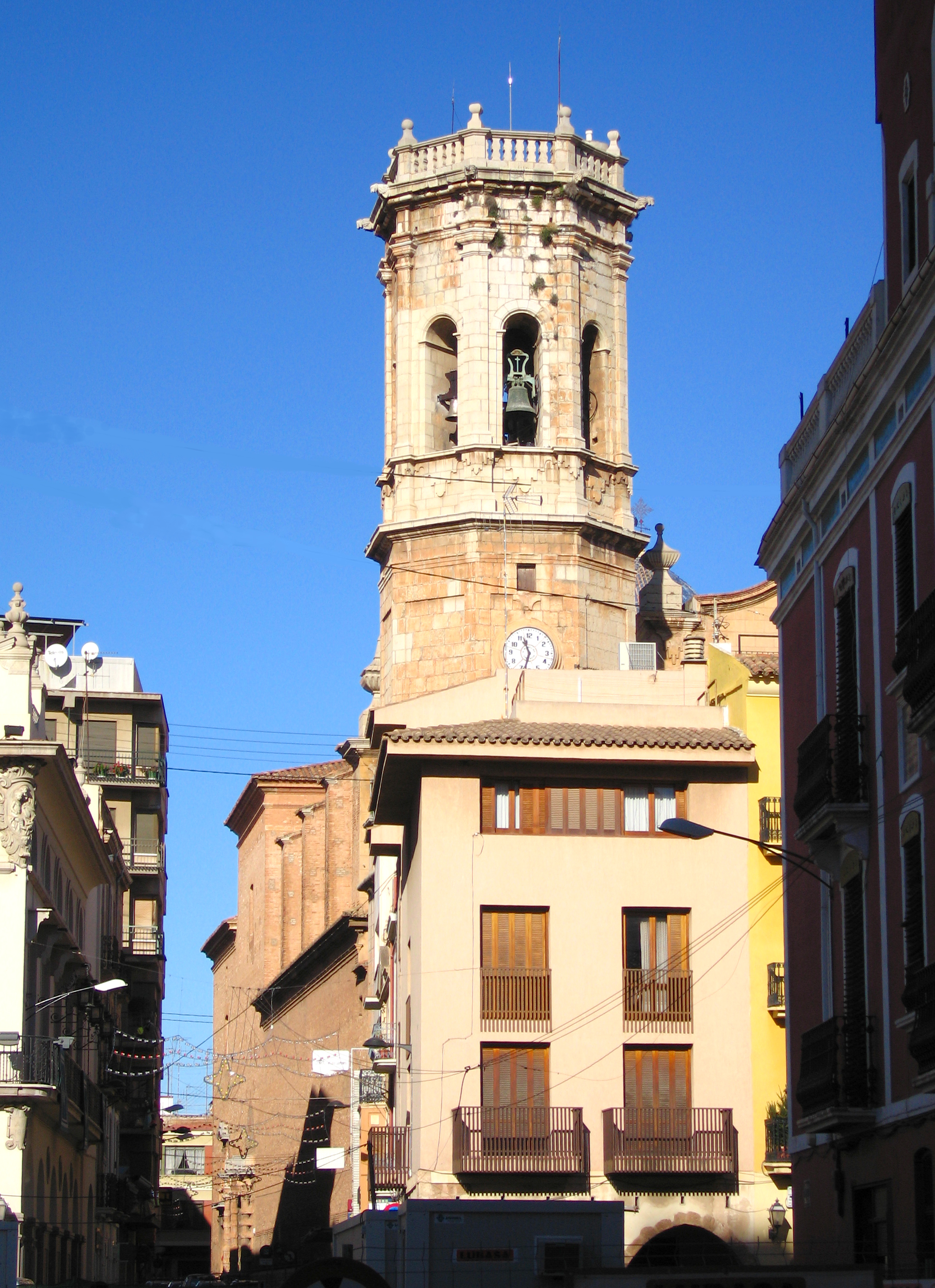
Clopotnița Bisericii St. James

Villarreal (spaniolă: [ˈbiʎareˈal]), oficial Vila-real (langva[ˈvila reˈaɫ]) este un oraș din Provincia Castellón, Comunitatea Valenciană, Spania.
Orașul este situat la altitudinea de 42 m deasupra nivelului mării, la 7 km sud de capitala provinciei (Castellón de la Plana), de care este despărțită de râul Mijares (sau Millars). Are o populație de 51.367 de locuitori (2010), fiind al doilea cel mai mare oraș din provincie (după capitală) și al 15-lea din Comunitatea Valenciană.

## Sport

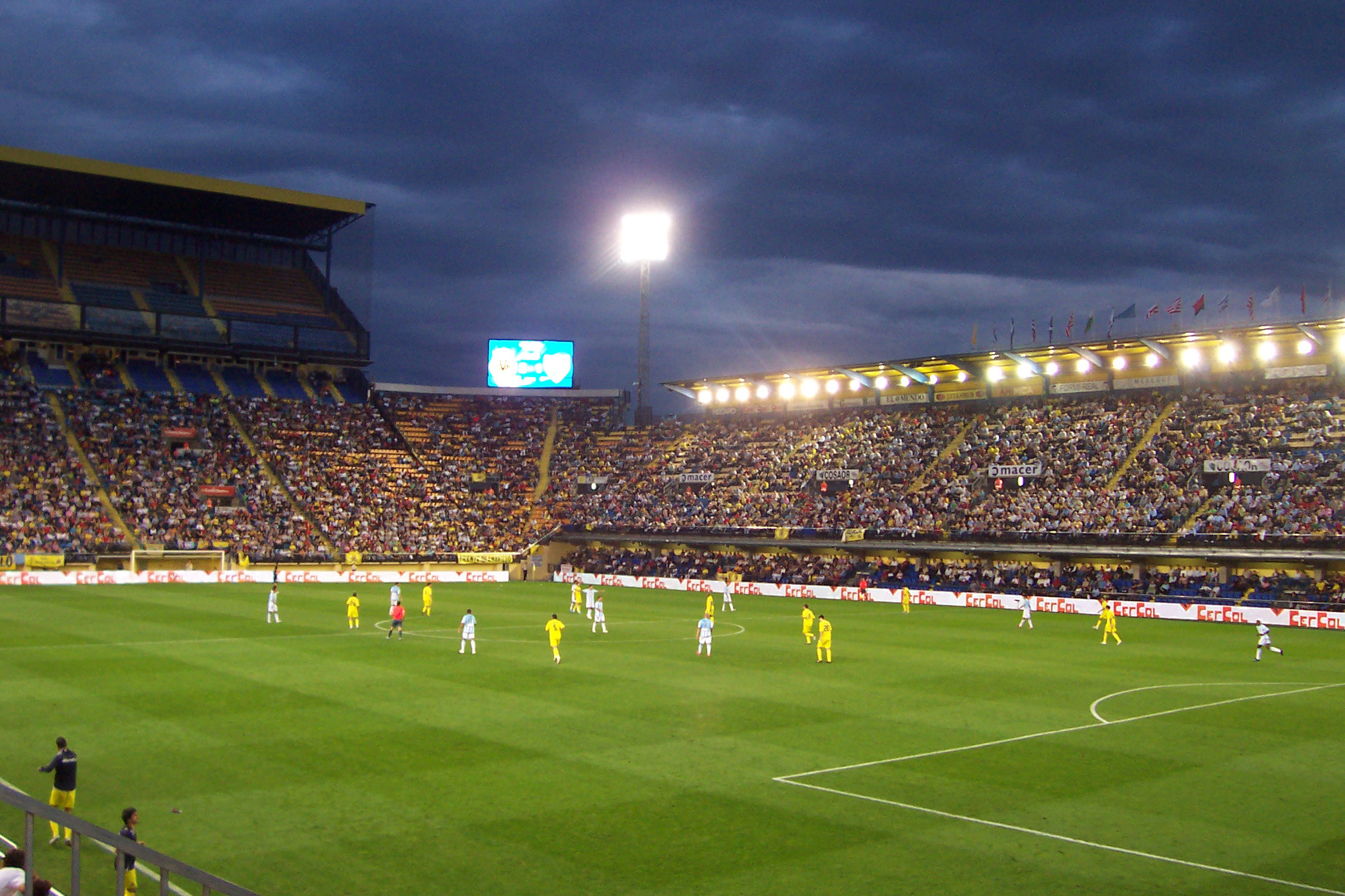
Villarreal CF jucând pe Estadio El Madrigal

Orașul este casa clubului de fotbal Villarreal CF, echipă care evoluează în La Liga, eșalonul superior al fotbalului din Spania. Fondat în 1923, clubul a ajuns în diviziile naționale în 1956 și în liga superioară în anul 1998. În timpul unei perioade de succes în La Liga, echipa a devenit vicecampioană în sezonul 2007-08 și semifinalistă UEFA Champions League în 2006. Echipa își dispută meciurile de acasă pe stadionul Estadio El Madrigal, care, cu o capacitate de 25.000 de locuri poate găzdui jumătate din populația urbei.

## Personalități născute aici
- Pau Torres (n. 1997), fotbalist.